# Can't B Good
Can't B Good è il quarto ed ultimo singolo estratto dall'album Discipline della cantante statunitense Janet Jackson, pubblicato il 19 maggio 2008 (preceduto da una distribuzione radiofonica il 18 marzo).

## Descrizione
Si tratta di un singolo promozionale uscito inizialmente solo negli Stati Uniti e poi anche in altri paesi, contenente anche un remix con la partecipazione del rapper giamaicano Red Rat.

## Tracce
1. Can't B Good (Radio Edit) – 3:57
2. Can't B Good (Remix feat. Red Rat)

## Classifiche
| Classifica (2008)                      | Posizione massima |
| -------------------------------------- | ----------------- |
| Rhythm and blues (Stati Uniti)         | 36                |
| Rhythm and blues/hip hop (Stati Uniti) | 22                |